# 1878 en rugby à XV
Cette page présente les faits marquants de l'année 1878 en rugby à XV : les principaux évènements liés au rugby à XV ainsi que les naissances et décès de grandes personnalités de ce sport.

## Événements

### Mars
- 4 mars : l'Angleterre et l'Écosse font match nul 0 partout à The Oval[1].
- 11 mars : l'Irlande perd à domicile à Lansdowne Road face à l'Angleterre sur le score de 7 à 0[2].

De nouvelles règles du rugby sont publiées en mars 1878 : Laws of the Rugby Football Union.

### Octobre
Une nouvelle mouture des règles est publiée en octobre : Laws of the Rugby Football Union.

## Naissances
- 1er juillet : William Trew, joueur de rugby à XV gallois. († 20 août 1926).
- 2 août : Billy Wallace, joueur de rugby à XV néo-zélandais. († 2 mars 1972).